# Royaume du Khasso
 (août 2022).
La mise en forme du texte ne suit pas les recommandations de Wikipédia : il faut le « wikifier ».
Les points d'amélioration suivants sont les cas les plus fréquents. Le détail des points à revoir est peut-être précisé sur la page de discussion.
- Les titres sont pré-formatés par le logiciel. Ils ne sont ni en capitales, ni en gras.
- Le texte ne doit pas être écrit en capitales (les noms de famille non plus), ni en gras, ni en italique, ni en « petit »…
- Le gras n'est utilisé que pour surligner le titre de l'article dans l'introduction, une seule fois.
- L'italique est rarement utilisé : mots en langue étrangère, titres d'œuvres, noms de bateaux, etc.
- Les citations ne sont pas en italique mais en corps de texte normal. Elles sont entourées par des guillemets français : « et ».
- Les listes à puces sont à éviter, des paragraphes rédigés étant largement préférés. Les tableaux sont à réserver à la présentation de données structurées (résultats, etc.).
- Les appels de note de bas de page (petits chiffres en exposant, introduits par l'outil «  Source ») sont à placer entre la fin de phrase et le point final[comme ça].
- Les liens internes (vers d'autres articles de Wikipédia) sont à choisir avec parcimonie. Créez des liens vers des articles approfondissant le sujet. Les termes génériques sans rapport avec le sujet sont à éviter, ainsi que les répétitions de liens vers un même terme.
- Les liens externes sont à placer uniquement dans une section « Liens externes », à la fin de l'article. Ces liens sont à choisir avec parcimonie suivant les règles définies. Si un lien sert de source à l'article, son insertion dans le texte est à faire par les notes de bas de page.
- La présentation des références doit suivre les conventions bibliographiques. Il est recommandé d'utiliser les modèles {{Ouvrage}}, {{Chapitre}}, {{Article}}, {{Lien web}} et/ou {{Bibliographie}}. Le mode d'édition visuel peut mettre en forme automatiquement les références.
- Insérer une infobox (cadre d'informations à droite) n'est pas obligatoire pour parachever la mise en page.

Pour une aide détaillée, merci de consulter Aide:Wikification.
Si vous pensez que ces points ont été résolus, vous pouvez retirer ce bandeau et améliorer la mise en forme d'un autre article.
 (juillet 2018).
Avant 1600 – 1880
Entités suivantes :
- Royaume bambara de Ségou*

Le royaume du Khasso est une entité territoriale historique ouest-africaine, constituée du XVIIe siècle au XIXe siècle sur le cours supérieur du fleuve Sénégal. Son territoire fait de nos jours partie de la région de Kayes au Mali.

## Géographie
Le Khasso s'étend sur les deux rives du fleuve Sénégal de Kayes à Bafoulabé, sur une longueur de 120 km et sur une bande d'une  largeur de 60 km au plus.

## Histoire
Henry Gravrand postule que, il y a environ deux mille ans, Khasso faisait partie du pays sérère. Il a écrit :

« Pour les deux derniers millénaires, le cadre de la préhistoire sereer va du fleuve Sénégal à celui de Gambie, à l'ouest, et s'étend à l'est vers le Ngaabu, Khasso et le monde mandé. Si l'on remonte au-delà de 2 000 ans, il faut un cadre beaucoup plus vaste, allant du fleuve Sénégal au Nil et englobant une partie du Sahara, du Tekrur au Tassili. »

Des Peuls ont immigré dans la région et se sont mélangés avec des Malinkés présents sur place, fondant ainsi les Khassonkés, appartenant au groupe des Mandingues et parlant le khassonké.
Diadié Kundabalo, était le chef des peuls qui arrivèrent en pays malinké au début du XVIe siècle. Il est également le créateur de la dynastie des Bambéra, qui seront les fondateurs du khasso.
Yamadou Hawa, descendant de Diadié Kundabalo, fut le premier à remettre en cause l'autorité des malinkés qui régnaient en maitres absolus sur la région. Il les combattit à la bataille de Toumbifara, qu'il remporta.  
Le premier roi du Khasso est Séga Doua qui règna de 1681 à 1725, fils de Yamadou Hawa. Il installa la dynastie des Bambéra, à la fois peul et malinké. Sa dynastie s’est poursuivie jusqu’à Demba Séga. À sa mort en 1796, une guerre de succession éclata entre ses deux fils Dibba Sambala et Demba Maddy, qui entraîna en 1800, le morcellement du royaume, en cinq États. Le plus puissant était celui de Dembaya avec à sa tête Hawa Demba Diallo qui règna de 1805 à 1830 et fit de Médine sa capitale. Les autres étaient l'État du Séro, celui d'Almamy, avec Silatiguiya comme capitale, l'État du Diadiéya et le Guimbaya. Le Khasso entretenait de grandes rivalités, avec les États malinkés du sud, au Bambouk dont les rois portaient le titre de Farin, quelques fois vassalisés par le khasso, notamment l'État du Niatiaga.   
En 1857, le Khasso fut en proie aux attaques d’El Hadj Oumar Tall. En avril, les troupes d’Oumar Tall assiègèrent le fort de Médine. Le Khasso fut également très désorganisé par le royaume bambara du Kaarta, qui menait des razzias contre le Khasso. Celui-ci payait le tribut au Kaarta. Les Français, alliés au roi du Khasso, libèrent le fort le 18 juillet. Progressivement, le Khasso fut intégré au Soudan français.

## Économie
Le Khasso vivait du commerce du coton, de l'agriculture, de l'élevage. Diverses ethnies peuplaient le Khasso, en particulier les Soninkés, les Peuls, les Malinkés, les Bambaras, quelques nomades maures. Le Khasso était jadis une région très fertile. Il exploitait l'or du Bambouk.